# Kyrtolitha cinerata
Kyrtolitha cinerata là một loài bướm đêm trong họ Geometridae.